# 자크 에르브랑
자크 에르브랑(프랑스어: Jacques Herbrand, 1908년~1931년)은 프랑스의 수학자이다. 수리 논리학과 유체론에 크게 공헌하였으나, 등산 여행 중 산에서 추락하여 23세의 나이에 요절하였다.

## 생애
1908년 2월 12일 파리에서 태어났다. 에콜 노르말 쉬페리외르(고등사범학교)에 입학하여, 1929년에 에르네스트 베시오(프랑스어: Ernest Vessiot) 아래서 박사 학위 논문을 완성하였다. 그러나 1929년 10월에 군에 입대하여, 학위 수여는 이듬해인 1930년에야 이루어졌다. 이후 1931년에 록펠러 재단의 장학금을 받아 독일에서 유학할 수 있게 되었고, 이 동안 존 폰 노이만, 에밀 아르틴, 에미 뇌터와 만나 연구하였다.
1931년에 산술의 일관성을 증명 이론을 사용하여 연구한 논문을 완성하였다. 그 논문의 검토 단계 중에 괴델이 이론 내의 무모순성의 증명을 형식화할 수 없다는 논문을 발표하자, 에르브랑은 괴델의 논문을 읽고 그 결과가 자신의 일관성 증명에 모순되지 않음을 설명하는 부록을 추가했다. 같은 해 7월에 프랑스 알프스산맥으로 두 친구와 함께 등산 여행을 떠났으나, 이제르주 마시프데제크랭 산맥(프랑스어: Massif des Écrins)의 암석산에서 추락하여 사망하였다. 논문은 사후에 출판되었다.

## 같이 보기
- 처치-튜링 논제